# Saad Dschumaa

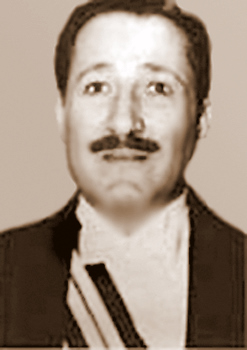
Saad Dschumaa (1967)

Saad Mohammad Dschumaa (Alternativname: Saad Jumaa ibn Muhammad; arabisch سعد جمعه; * 1916 in Tafila, Transjordanien; † 19. August 1979 in London) war ein jordanischer Politiker, der unter anderem 1967 für einige Monate Ministerpräsident von Jordanien war.

## Leben
Dschumaa, der aus einer kurdischen Familie stammte, begann nach dem Schulbesuch in Al-Salt ein Studium der Rechtswissenschaften an der Universität Damaskus, das er 1947 abschloss. Danach war er zwischen 1948 und 1949 zunächst Leiter des Amtes für Presse und Öffentlichkeitsarbeit sowie von 1949 bis 1950 Leiter der Politischen Abteilung im Außenministerium, ehe er zwischen 1950 und 1954 Staatssekretär beim Ministerpräsidenten und im Innenministerium war. Im Anschluss fungierte er von 1954 bis 1958 als Gouverneur des Gouvernement Amman sowie im Anschluss zwischen 1958 und 1959 als Staatssekretär im Außenministerium. Nachdem er zwischen 1959 und 1962 Botschafter im Iran und zuletzt in Syrien war, bekleidete er von 1962 bis 1965 den Posten des Botschafters in den USA. Nach seiner Rückkehr wurde er am 1. April 1965 Chef des königlichen Hofes.
Als Nachfolger von Hussein ibn Nasser übernahm Dschumaa am 23. April 1967 das Amt des Ministerpräsidenten. Nach der Niederlage Jordaniens an der Seite anderer arabischer Staaten gegen Israel im Sechstagekrieg trat er am 1. August 1967 zunächst zurück, führte die Amtsgeschäfte aber noch bis zum 7. Oktober 1967 weiter und wurde daraufhin durch Bahdschat at-Talhuni abgelöst. Al-Talhouni bildete damit die vierte Regierung im Laufe des Jahres 1967. In seiner Regierung übernahm Dschumaa vom 23. April bis zum 1. August 1967 zugleich das Amt des Verteidigungsministers.
Am 1. November 1967 wurde Dschumaa Mitglied des Senats (Maǧlis al-Aʿyān), des vom König ernannten Oberhauses des jordanischen Parlaments (Madschlis al-Umma), und gehörte diesem bis zum 18. September 1969 an. Danach kehrte er als Botschafter zur besonderen Verfügung ins Außenministerium zurück und war schließlich zwischen dem 22. September 1969 und dem 15. November 1970 Botschafter im Vereinigten Königreich.